# Dos sogres i un destí
Dos sogres i un destí (originalment en italià, Compromessi sposi) és una pel·lícula del 2019, la pel·lícula de Francesco Miccichè protagonitzada per Vincenzo Salemme i Diego Abatantuono. S'ha doblat i subtitulat al català.
El rodatge de la pel·lícula va començar el 23 de novembre de 2018 i es va rodar gairebé íntegrament entre Gaeta i Formia. La pel·lícula va ser distribuïda per Vision Distribution als cinemes a partir del 24 de gener de 2019. El 7 de gener de 2019 es va publicar en línia el tràiler oficial de la pel·lícula.